# Christoph Knasmüllner
Christoph Knasmüllner (ur. 30 kwietnia 1992 w Wiedniu) – austriacki piłkarz, pomocnik i były młodzieżowy reprezentant kraju. W sierpniu 2024 rozwiązał kontrakt z Wieczystą Kraków.